# Víctor Mena Palomo
Víctor Mena Palomo (Izamal, Yucatán; 1891 - Mérida, Yucatán; 4 de mayo de 1978) fue un maestro y político mexicano, miembro del Partido Revolucionario Institucional. Fue diputado local, diputado federal en la XXXVII Legislatura del Congreso de la Unión, y más tarde, Gobernador de Yucatán en calidad de interino, sustituyendo en el puesto a Tomás Marentes.

## Biografía

### Vida pública
Fue maestro normalista y dedicó muchos años de su vida a la docencia en su tierra natal. Participó en el Ier Congreso Pedagógico de Yucatán organizado por el maestro Rodolfo Menéndez de la Peña en 1916, siendo gobernador del estado el general Salvador Alvarado. Suscribió con Felipe Carrillo Puerto el decreto de fundación de la Universidad del Sureste, hoy Universidad Autónoma de Yucatán.
Después de haber sido diputado local, lo fue también federal en la XXXVII Legislatura, en la que fue compañero, entre otros, de Adolfo Ruiz Cortines quien más tarde sería Presidente de México. Esto  favoreció su designación como gobernador interino de Yucatán en 1953 en sustitución del depuesto Tomás Marentes, cargo que desempeñó hasta 1958.
Fue también gerente local de la Lotería Nacional y de Petróleos Mexicanos

### Gobernador de Yucatán
El 18 de junio de 1953 el Congreso del Estado de Yucatán designó como gobernador interino a Víctor Mena Palomo.
Un hecho importante ocurrido durante su mandato como gobernador fue la disolución, en 1955, por órdenes del gobierno federal, de Henequeneros de Yucatán, que desde 1938 administraba la producción, comercialización y supervisaba el proceso industrial del henequén, agroindustria de la que dependía todavía entonces la economía del Estado.
Impulsó la creación del Instituto Tecnológico de Mérida aunque no vería el resultado de sus gestiones ya que la institución inició sus actividades hasta el año de 1961. Durante su administración fue inaugurado el Monumento a la Patria, en el Paseo Montejo, de la ciudad de Mérida, obra del escultor colombiano Rómulo Rozo.
A diferencia de otros gobernadores de Yucatán de la época, vivió honestamente hasta su muerte, que lo sorprendió en su modesta casa de la céntrica calle 60 en la ciudad de Mérida, en compañía de su esposa Esperanza López de Mena.